# Liste des chefs d'État algériens
Vous lisez un « bon article » labellisé en 2013.
Cette page dresse la liste des chefs d'État de l'Algérie par ordre chronologique depuis la formation du Gouvernement provisoire de la République algérienne (GPRA) en 1958, durant la guerre d'indépendance du pays, jusqu'à l'actuel président de la République algérienne démocratique et populaire.

## Liste des chefs d'État
| N° | Portrait                                                                     | Nom (Naissance-Mort)                                                         | Élection                                                                     | Mandat                                                                       | Mandat                                                                       | Mandat                                                                       | Gouvernement | Parti politique                                                              | Parti politique                                                              | Autres fonctions occupées pendant le mandat | Notes, faits marquants |
| N° | Portrait                                                                     | Nom (Naissance-Mort)                                                         | Élection                                                                     | Début                                                                        | Fin                                                                          | Durée                                                                        | Gouvernement | Parti politique                                                              | Parti politique                                                              | Autres fonctions occupées pendant le mandat | Notes, faits marquants |
| Président du gouvernement provisoire de la République algérienne (1958-1962) | Président du gouvernement provisoire de la République algérienne (1958-1962) | Président du gouvernement provisoire de la République algérienne (1958-1962) | Président du gouvernement provisoire de la République algérienne (1958-1962) | Président du gouvernement provisoire de la République algérienne (1958-1962) | Président du gouvernement provisoire de la République algérienne (1958-1962) | Président du gouvernement provisoire de la République algérienne (1958-1962) | Président du gouvernement provisoire de la République algérienne (1958-1962) | Président du gouvernement provisoire de la République algérienne (1958-1962) | Président du gouvernement provisoire de la République algérienne (1958-1962) | Président du gouvernement provisoire de la République algérienne (1958-1962)                                                                          | Président du gouvernement provisoire de la République algérienne (1958-1962) |
| --- | ---------------------------------------------------------------------------- | ---------------------------------------------------------------------------- | ---------------------------------------------------------------------------- | ---------------------------------------------------------------------------- | ---------------------------------------------------------------------------- | ---------------------------------------------------------------------------- | --- | ---------------------------------------------------------------------------- | ---------------------------------------------------------------------------- | --- | --- |
| – |                                                                              | Ferhat Abbas (1899-1985)                                                     | -                                                                            | 19 septembre 1958                                                            | 9 août 1961                                                                  | 2 ans, 10 mois et 21 jours                                                   | Premier et deuxième GPRA |                                                                              | FLN                                                                          | - | Nommé président du gouvernement provisoire de la République algérienne à sa création. Il initie les négociations avec la France en vue du cessez-le-feu. |
| – |                                                                              | Benyoucef Benkhedda (1920-2003)                                              | -                                                                            | 9 août 1961                                                                  | 4 août 1962                                                                  | 11 mois et 26 jours                                                          | Troisième GPRA |                                                                              | FLN                                                                          | - | Désigné président du gouvernement provisoire de la République algérienne en août 1961. Il achève les négociations avec la France commencées par le gouvernement Ferhat Abbas et proclame le cessez-le-feu, la veille du 19 mars 1962. |
| Président de l'Exécutif provisoire (1962) |                                                                              |                                                                              |                                                                              |                                                                              |                                                                              |                                                                              | |                                                                              |                                                                              | | |
| – |                                                                              | Abderrahmane Farès (1911-1991)                                               | -                                                                            | 6 avril 1962                                                                 | 2 octobre 1962                                                               | 5 mois et 26 jours                                                           | Troisième GPRA |                                                                              | FLN                                                                          | - | Président de l'Exécutif provisoire chargé de la gestion du territoire. Il reçoit le pouvoir du général de Gaulle après la reconnaissance officielle de l'indépendance de l'Algérie par la France (3 juillet 1962),. Il négocie ensuite un accord mettant fin aux opérations meurtrières de l'Organisation armée secrète. |
| Ahmed Ben Bella est à la tête de l'État à partir du 20 juillet 1962, d'abord comme secrétaire général du bureau politique du FLN, puis comme président du Conseil des ministres, chef du gouvernement.                                             |                                                                              |                                                                              |                                                                              |                                                                              |                                                                              |                                                                              | |                                                                              |                                                                              | | |
| Président de la République algérienne démocratique et populaire (depuis 1963) |                                                                              |                                                                              |                                                                              |                                                                              |                                                                              |                                                                              | |                                                                              |                                                                              | | |
| 1 |                                                                              | Ahmed Ben Bella (1916-2012)                                                  | 1963                                                                         | 17 septembre 1963                                                            | 19 juin 1965                                                                 | 1 an, 9 mois et 2 jours                                                      | - Ben Bella II - III |                                                                              | FLN                                                                          | - Chef du gouvernement - Secrétaire général du Front de libération nationale.                                                                         | Renversé lors du coup d'État du 19 juin 1965, il est mis en résidence surveillée jusqu'en 1980. |
| 2 |                                                                              | Houari Boumédiène (1932-1978)                                                | coup d'État                                                                  | 19 juin 1965                                                                 | 11 décembre 1976                                                             | 13 ans, 6 mois et 8 jours                                                    | - Boumédiène I - II - III - IV |                                                                              | MIL/FLN                                                                      | - Chef du gouvernement - Secrétaire général du mouvement des non-alignés - Ministre de la Défense - Président de l’Organisation de l’Union africaine. | Militaire putschiste, il donne plus de pouvoir aux technocrates, et mène une politique de planification de l'économie et la bureaucratie de l'État, il nationalise les hydrocarbures en 1971 et réconcilie l'Iran du Chah et l'Irak de Saddam Hussein. Unique candidat en lice, il est élu président en décembre 1976, il meurt en cours de mandat, en 1978. |
| 2 | 1976                                                                         | Houari Boumédiène (1932-1978)                                                | 11 décembre 1976                                                             | 27 décembre 1978                                                             |                                                                              | 13 ans, 6 mois et 8 jours                                                    | - Boumédiène I - II - III - IV |                                                                              | MIL/FLN                                                                      | - Chef du gouvernement - Secrétaire général du mouvement des non-alignés - Ministre de la Défense - Président de l’Organisation de l’Union africaine. | Militaire putschiste, il donne plus de pouvoir aux technocrates, et mène une politique de planification de l'économie et la bureaucratie de l'État, il nationalise les hydrocarbures en 1971 et réconcilie l'Iran du Chah et l'Irak de Saddam Hussein. Unique candidat en lice, il est élu président en décembre 1976, il meurt en cours de mandat, en 1978. |
| – |                                                                              | Rabah Bitat (1925-2000)                                                      | intérim                                                                      | 27 décembre 1978                                                             | 9 février 1979                                                               | 1 mois et 13 jours                                                           | - Boumédiène IV |                                                                              | FLN                                                                          | - | À la mort d'Houari Boumédiène le 27 décembre 1978, il assure l'intérim de la présidence de la République algérienne démocratique et populaire durant les 45 jours prévus par la constitution pour organiser l’élection présidentielle. |
| 3 |                                                                              | Chadli Bendjedid (1929-2012)                                                 | 1979                                                                         | 9 février 1979                                                               | 16 janvier 1984                                                              | 12 ans, 11 mois et 2 jours                                                   | - Boumédiène IV - Abdelghani I - II - III - Brahimi I - II - Merbah - Hamrouche - Ghozali I                                                                                      |                                                                              | FLN                                                                          | - Ministre de la Défense - Secrétaire général puis président du Front de libération nationale.                                                        | Élu troisième président de la République algérienne démocratique et populaire le 9 février 1979, avec 99,40% de voix, il est réélu le 7 février 1984 avec 99,42% de voix, il procède à l'élargissement d'Ahmed Ben Bella. À la suite des événements d'octobre 1988, il annonce l'instauration du pluralisme politique. Il fait adopter en 1989 une nouvelle constitution. Réélu le 22 décembre 1988 avec 81,47% de voix, Chadli Bendjedid démissionne en 1992 sous la pression de l’armée. |
| 3 | 1984                                                                         | Chadli Bendjedid (1929-2012)                                                 | 16 janvier 1984                                                              | 27 décembre 1988                                                             |                                                                              | 12 ans, 11 mois et 2 jours                                                   | - Boumédiène IV - Abdelghani I - II - III - Brahimi I - II - Merbah - Hamrouche - Ghozali I                                                                                      |                                                                              | FLN                                                                          | - Ministre de la Défense - Secrétaire général puis président du Front de libération nationale.                                                        | Élu troisième président de la République algérienne démocratique et populaire le 9 février 1979, avec 99,40% de voix, il est réélu le 7 février 1984 avec 99,42% de voix, il procède à l'élargissement d'Ahmed Ben Bella. À la suite des événements d'octobre 1988, il annonce l'instauration du pluralisme politique. Il fait adopter en 1989 une nouvelle constitution. Réélu le 22 décembre 1988 avec 81,47% de voix, Chadli Bendjedid démissionne en 1992 sous la pression de l’armée. |
| 3 | 1988                                                                         | Chadli Bendjedid (1929-2012)                                                 | 27 décembre 1988                                                             | 11 janvier 1992                                                              |                                                                              | 12 ans, 11 mois et 2 jours                                                   | - Boumédiène IV - Abdelghani I - II - III - Brahimi I - II - Merbah - Hamrouche - Ghozali I                                                                                      |                                                                              | FLN                                                                          | - Ministre de la Défense - Secrétaire général puis président du Front de libération nationale.                                                        | Élu troisième président de la République algérienne démocratique et populaire le 9 février 1979, avec 99,40% de voix, il est réélu le 7 février 1984 avec 99,42% de voix, il procède à l'élargissement d'Ahmed Ben Bella. À la suite des événements d'octobre 1988, il annonce l'instauration du pluralisme politique. Il fait adopter en 1989 une nouvelle constitution. Réélu le 22 décembre 1988 avec 81,47% de voix, Chadli Bendjedid démissionne en 1992 sous la pression de l’armée. |
| À la suite de la démission de Chadli Bendjedid le 11 janvier 1992 et de la signature par lui du décret portant dissolution de l'Assemblée populaire nationale le 4 janvier 1992, l'Algérie se trouve en situation de vacance du pouvoir.           |                                                                              |                                                                              |                                                                              |                                                                              |                                                                              |                                                                              | |                                                                              |                                                                              | | |
| – |                                                                              | Mohamed Boudiaf (1919-1992)                                                  | transition                                                                   | 16 janvier 1992                                                              | 29 juin 1992 †                                                               | 5 mois et 13 jours                                                           | - Ghozali I - II |                                                                              | Sans                                                                         | - | Création du Haut Comité d'État composé de Mohamed Boudiaf, Ali Kafi, Khaled Nezzar, Tedjini Haddam, Ali Haroun à la suite du vide constitutionnel créé par l'absence concomitante d'un président de la République après la démission de Chadli Bendjedid et d'une Assemblée nationale à la suite de l'annulation des élections législatives de 1991 le 12 janvier 1992. Mohamed Boudiaf prend la présidence du Haut Comité d'État. Six mois après son élection à la tête de l'État, il est assassiné le 29 juin 1992, lors d'une conférence des cadres qu'il tient dans la ville d'Annaba,. |
| Le Haut Comité d'État exerce le pouvoir dans l'intervalle. |                                                                              |                                                                              |                                                                              |                                                                              |                                                                              |                                                                              | |                                                                              |                                                                              | | |
| – |                                                                              | Ali Kafi (1928-2013)                                                         | transition                                                                   | 2 juillet 1992                                                               | 30 janvier 1994                                                              | 1 an, 6 mois et 28 jours                                                     | - Ghozali II - Abdesslam - Malek |                                                                              | Sans                                                                         | - | Il succède à Mohamed Boudiaf comme président du HCE. En 1994, le Haut Comité d'État est dissous. |
| 4 |                                                                              | Liamine Zéroual (1941- )                                                     | transition                                                                   | 30 janvier 1994                                                              | 27 novembre 1995                                                             | 5 ans, 2 mois et 28 jours                                                    | - Malek - Sifi I - II - Ouyahia I - II - Hamdani |                                                                              | Sans                                                                         | Ministre de la Défense | Il est désigné chef de l'État par le Haut Conseil de Sécurité pour une durée de trois ans. Élu quatrième président de la République algérienne démocratique et populaire, le 16 novembre 1995 avec 61,3 % des voix. Il rompt le dialogue avec les islamistes et mène une politique d'« éradication des groupes terroristes ». Il fait adopter une révision de la constitution en novembre 1996. Le 21 février 1997, nouveau parti politique, le Rassemblement national démocratique, est créé pour soutenir son action. En septembre 1998, il se retire de la présidence et annonce la tenue d'une élection présidentielle anticipée pour février 1999. Première passation de pouvoir entre deux présidents élus. |
| 4 | 1995                                                                         | Liamine Zéroual (1941- )                                                     | 27 novembre 1995                                                             | 27 avril 1999                                                                |                                                                              | 5 ans, 2 mois et 28 jours                                                    | - Malek - Sifi I - II - Ouyahia I - II - Hamdani |                                                                              | Sans                                                                         | Ministre de la Défense | Il est désigné chef de l'État par le Haut Conseil de Sécurité pour une durée de trois ans. Élu quatrième président de la République algérienne démocratique et populaire, le 16 novembre 1995 avec 61,3 % des voix. Il rompt le dialogue avec les islamistes et mène une politique d'« éradication des groupes terroristes ». Il fait adopter une révision de la constitution en novembre 1996. Le 21 février 1997, nouveau parti politique, le Rassemblement national démocratique, est créé pour soutenir son action. En septembre 1998, il se retire de la présidence et annonce la tenue d'une élection présidentielle anticipée pour février 1999. Première passation de pouvoir entre deux présidents élus. |
| 5 |                                                                              | Abdelaziz Bouteflika (1937-2021)                                             | 1999                                                                         | 27 avril 1999                                                                | 19 avril 2004                                                                | 19 ans, 11 mois et 6 jours                                                   | - Hamdani - Benbitour - Benflis I - II - III - Ouyahia III - IV - V - Belkhadem I - II - Ouyahia VI - VII - VIII - IX - Sellal I - II - III - IV - Tebboune - Ouyahia X - Bedoui |                                                                              | FLN                                                                          | - Ministre de la Défense - Président de l'Union africaine.                                                                                            | Élu au premier tour comme indépendant en 1999 et 2004, puis avec le soutien du FLN en 2009 et 2014. Sous sa présidence, le tamazight devient une langue nationale et le secteur audiovisuel est libéralisé. La réconciliation nationale, qu'il initie, est adoptée en 2005. À la suite des contestations de 2011, l'état d'urgence est levé. Très malade, il renonce à briguer un cinquième mandat en raison du Hirak, et démissionne après la défection de l’armée. |
| 5 | 2004                                                                         | Abdelaziz Bouteflika (1937-2021)                                             | 19 avril 2004                                                                | 19 avril 2009                                                                |                                                                              | 19 ans, 11 mois et 6 jours                                                   | - Hamdani - Benbitour - Benflis I - II - III - Ouyahia III - IV - V - Belkhadem I - II - Ouyahia VI - VII - VIII - IX - Sellal I - II - III - IV - Tebboune - Ouyahia X - Bedoui |                                                                              | FLN                                                                          | - Ministre de la Défense - Président de l'Union africaine.                                                                                            | Élu au premier tour comme indépendant en 1999 et 2004, puis avec le soutien du FLN en 2009 et 2014. Sous sa présidence, le tamazight devient une langue nationale et le secteur audiovisuel est libéralisé. La réconciliation nationale, qu'il initie, est adoptée en 2005. À la suite des contestations de 2011, l'état d'urgence est levé. Très malade, il renonce à briguer un cinquième mandat en raison du Hirak, et démissionne après la défection de l’armée. |
| 5 | 2009                                                                         | Abdelaziz Bouteflika (1937-2021)                                             | 19 avril 2009                                                                | 28 avril 2014                                                                |                                                                              | 19 ans, 11 mois et 6 jours                                                   | - Hamdani - Benbitour - Benflis I - II - III - Ouyahia III - IV - V - Belkhadem I - II - Ouyahia VI - VII - VIII - IX - Sellal I - II - III - IV - Tebboune - Ouyahia X - Bedoui |                                                                              | FLN                                                                          | - Ministre de la Défense - Président de l'Union africaine.                                                                                            | Élu au premier tour comme indépendant en 1999 et 2004, puis avec le soutien du FLN en 2009 et 2014. Sous sa présidence, le tamazight devient une langue nationale et le secteur audiovisuel est libéralisé. La réconciliation nationale, qu'il initie, est adoptée en 2005. À la suite des contestations de 2011, l'état d'urgence est levé. Très malade, il renonce à briguer un cinquième mandat en raison du Hirak, et démissionne après la défection de l’armée. |
| 5 | 2014                                                                         | Abdelaziz Bouteflika (1937-2021)                                             | 28 avril 2014                                                                | 2 avril 2019                                                                 |                                                                              | 19 ans, 11 mois et 6 jours                                                   | - Hamdani - Benbitour - Benflis I - II - III - Ouyahia III - IV - V - Belkhadem I - II - Ouyahia VI - VII - VIII - IX - Sellal I - II - III - IV - Tebboune - Ouyahia X - Bedoui |                                                                              | FLN                                                                          | - Ministre de la Défense - Président de l'Union africaine.                                                                                            | Élu au premier tour comme indépendant en 1999 et 2004, puis avec le soutien du FLN en 2009 et 2014. Sous sa présidence, le tamazight devient une langue nationale et le secteur audiovisuel est libéralisé. La réconciliation nationale, qu'il initie, est adoptée en 2005. À la suite des contestations de 2011, l'état d'urgence est levé. Très malade, il renonce à briguer un cinquième mandat en raison du Hirak, et démissionne après la défection de l’armée. |
| Après la démission d'Abdelaziz Bouteflika, la présidence se trouve vacante pendant une semaine. Des membres du pouvoir s'interrogent sur la possibilité de ne pas nommer à l'intérim Abdelkader Bensalah, fortement contesté par les manifestants. |                                                                              |                                                                              |                                                                              |                                                                              |                                                                              |                                                                              | |                                                                              |                                                                              | | |
| – |                                                                              | Abdelkader Bensalah (1941-2021)                                              | intérim                                                                      | 9 avril 2019                                                                 | 19 décembre 2019                                                             | 8 mois et 10 jours                                                           | - Bedoui |                                                                              | Sans                                                                         | - | En tant que président du Conseil de la nation, Abdelkader Bensalah devient chef de l'État par intérim pour une durée maximale de 90 jours en vertu de la Constitution. Avec la poursuite de la crise politique, il est maintenu au pouvoir après sa période d'intérim de trois mois malgré la contestation et son état de santé. Ahmed Gaïd Salah exerce de facto le pouvoir, en tant que chef d'état-major. |
| 6 |                                                                              | Abdelmadjid Tebboune (1945- )                                                | 2019                                                                         | 19 décembre 2019                                                             | 17 septembre 2024                                                            | 5 ans, 4 mois et 24 jours                                                    | - Bedoui (intérim) - Djerad I - II - III - Benabderrahmane/Larbaoui - Larbaoui II                                                                                                |                                                                              | FLN                                                                          | - Ministre de la Défense | Membre du FLN et candidat indépendant lors de l’élection présidentielle, reportée à deux reprises, Tebboune remporte le scrutin, qui est marqué par une forte abstention (60 %), dans le cadre de la poursuite du Hirak. |
| 6 | 2024                                                                         | Abdelmadjid Tebboune (1945- )                                                | 17 septembre 2024                                                            | en fonction                                                                  |                                                                              | 5 ans, 4 mois et 24 jours                                                    | - Bedoui (intérim) - Djerad I - II - III - Benabderrahmane/Larbaoui - Larbaoui II                                                                                                |                                                                              | FLN                                                                          | - Ministre de la Défense | Membre du FLN et candidat indépendant lors de l’élection présidentielle, reportée à deux reprises, Tebboune remporte le scrutin, qui est marqué par une forte abstention (60 %), dans le cadre de la poursuite du Hirak. |

## Observations générales
Records :
- Mandat le plus long : Abdelaziz Bouteflika (19 ans, 11 mois et 6 jours).
- Mandat le plus court : Mohamed Boudiaf (5 mois et 13 jours).

- Plus grand nombre de mandats : Abdelaziz Bouteflika (quatre mandats).

- Chef d'État le plus jeune à sa prise de fonction : Houari Boumédiène (33 ans).
- Chef d'État le plus vieux à sa prise de fonction : Abdelmadjid Tebboune (74 ans).

- Chef d'État le plus jeune en quittant ses fonctions : Houari Boumédiène (46 ans).
- Chef d'État le plus vieux en quittant ses fonctions : Abdelaziz Bouteflika (82 ans).

Décès en cours de mandat :
- Houari Boumédiène, mort le 27 décembre 1978.
- Mohamed Boudiaf, assassiné le 29 juin 1992.

Classement des présidents par durée de mandat
| Rang | Nom                  | En jours    | En années                  | N° | Dates       | Commentaire                            |
| ---- | -------------------- | ----------- | -------------------------- | -- | ----------- | -------------------------------------- |
| 1    | Abdelaziz Bouteflika | 7 280 jours | 19 ans, 11 mois et 6 jours | 7  | 1999-2019   | Démissionne.                           |
| 2    | Houari Boumédiène    | 4 939 jours | 13 ans, 6 mois et 8 jours  | 2  | 1965-1978   | Meurt en fonction (causes naturelles). |
| 3    | Chadli Bendjedid     | 4 719 jours | 12 ans, 11 mois et 2 jours | 3  | 1979-1992   | Démissionne.                           |
| 4    | Abdelmadjid Tebboune | 1 972 jours | 5 ans, 4 mois et 24 jours  | 8  | depuis 2019 | En fonction.                           |
| 5    | Liamine Zéroual      | 1 913 jours | 5 ans, 2 mois et 28 jours  | 6  | 1994-1999   | Démissionne.                           |
| 6    | Ahmed Ben Bella      | 643 jours   | 1 an, 9 mois et 4 jours    | 1  | 1963-1965   | Renversé par un coup d'État.           |
| 7    | Ali Kafi             | 577 jours   | 1 an, 6 mois et 28 jours   | 5  | 1992-1994   | Fin de mandat.                         |
| 8    | Mohamed Boudiaf      | 165 jours   | 5 mois et 13 jours         | 4  | 1992-1992   | Meurt en fonction (assassinat).        |